# Klinikerotik

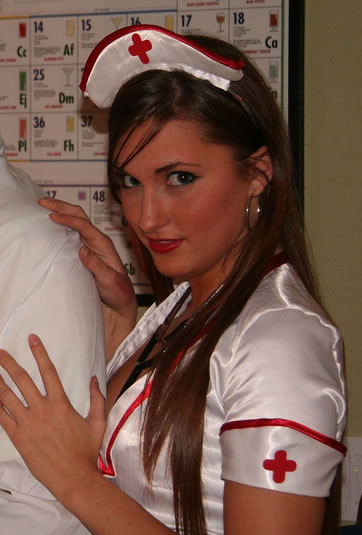
Typisches Pflegerinnenkostüm für das erotische Rollenspiel

Bei der Klinikerotik handelt es sich um einen Sammelbegriff aus dem Bereich des BDSM. Hierbei werden sexuelle Praktiken im Kontext mit Situationen von ärztlichen Behandlungen, Krankenhausaufenthalten oder medizinischen Untersuchungsmethoden meist in ein erotisches Rollenspiel, beispielsweise als Arzt und Patient, zwischen einvernehmlichen Sexualpartnern einbezogen. Eine Verbindung zum sexuellen Fetischismus kann sich neben der Wahl der Materialien auch in den Kostümen selbst ausdrücken, die häufig auch aus Latex hergestellt werden.
Der Begriff wird oft synonym zu Doktorspiel, Kliniksex oder Weiße Erotik gebraucht. Letzterer Ausdruck leitet sich von der für medizinisches Personal typischen weißen Kleidung ab. Der englische Begriff Medical Play kann sowohl das erotische Rollenspiel wie auch Rollenspiele bezeichnen, die beispielsweise mit Kindern zur schonenden Einstimmung und Vorbereitung auf Krankenhausaufenthalte oder Untersuchungen durchgespielt werden.

## Ausprägungen
Je nach Wünschen der Beteiligten gestalten sich entsprechende Rollenspiele und die in deren Verlauf angewandten Praktiken höchst unterschiedlich. Die Bezeichnung Klinikerotik deckt sowohl einfache Spielarten ab, bei denen sich einer der Partner schlicht einen Arztkittel anzieht, bis hin zur Anwendung medizinischer Geräte und Hilfsmittel wie Spritzen, Blasenkatheter, Gummihandschuhe, Zäpfchen, Fieberthermometer und Einläufe, aber auch simulierte Operationen und Hypnose können Teil des Rollenspiels sein.
Klinikerotik steht in einem direkten Zusammenhang mit Phantasien und Vorstellungen zum Kontrollverlust. Das Gefühl der Ohnmacht Ärzten und Pflegenden gegenüber, die Unterwerfung unter ihre Entscheidungen sowie die Vorstellung eines absoluten Zwangs, dem man als „Patient“ unterliegt, wird im Spiel zwischen den Beteiligten in einen erotischen Akt transferiert. Das Gefühl der Wehr- und Hilflosigkeit wirkt auf manche Menschen erotisch stimulierend, für sexuelle Fetischisten kann auch die Anwendung von Gummi- oder Latexhandschuhen und die Kostümierung an sich eine Stimulanz bedeuten.
Oftmals finden sich bei Spielen aus dem Bereich der Klinikerotik für BDSM typische Aspekte wieder, wie z. B. das Fesseln des „Patienten“ an ein Bett oder der Zwang, sich bestimmten Forderungen und Vorgaben zu unterwerfen. Durch die Anwendung medizinischer Utensilien kommt es zu konkretem körperlichen Zwang. Grundlage sämtlicher Handlungen ist stets Einvernehmlichkeit, die Ausübung körperlicher und geistiger Übermacht über den Partner ist oft fester und von allen Beteiligten angestrebter Bestandteil des Spieles (vgl. Safe, Sane, Consensual).

## Praktiken der Klinikerotik
Typische Praktiken, die auch in anderen erotischen Rollenspielen und im BDSM eingesetzt werden, sind beispielsweise Klismen, Nadelungen, Prostatamassagen, simulierte Operationen oder Kastrationen und die Verwendung einfacherer Hilfsmittel wie Verbandsmaterialien zu Fixierung, Gummihandschuhen und Desinfektionsmittel als haptischen, optischen und/oder olfaktorischen Reiz. Darüber hinaus gibt es etliche Praktiken, die mit einem höheren Risiko verbunden sind und die nicht ohne entsprechende Erfahrung eingesetzt werden sollten.

### Untersuchungsspiele

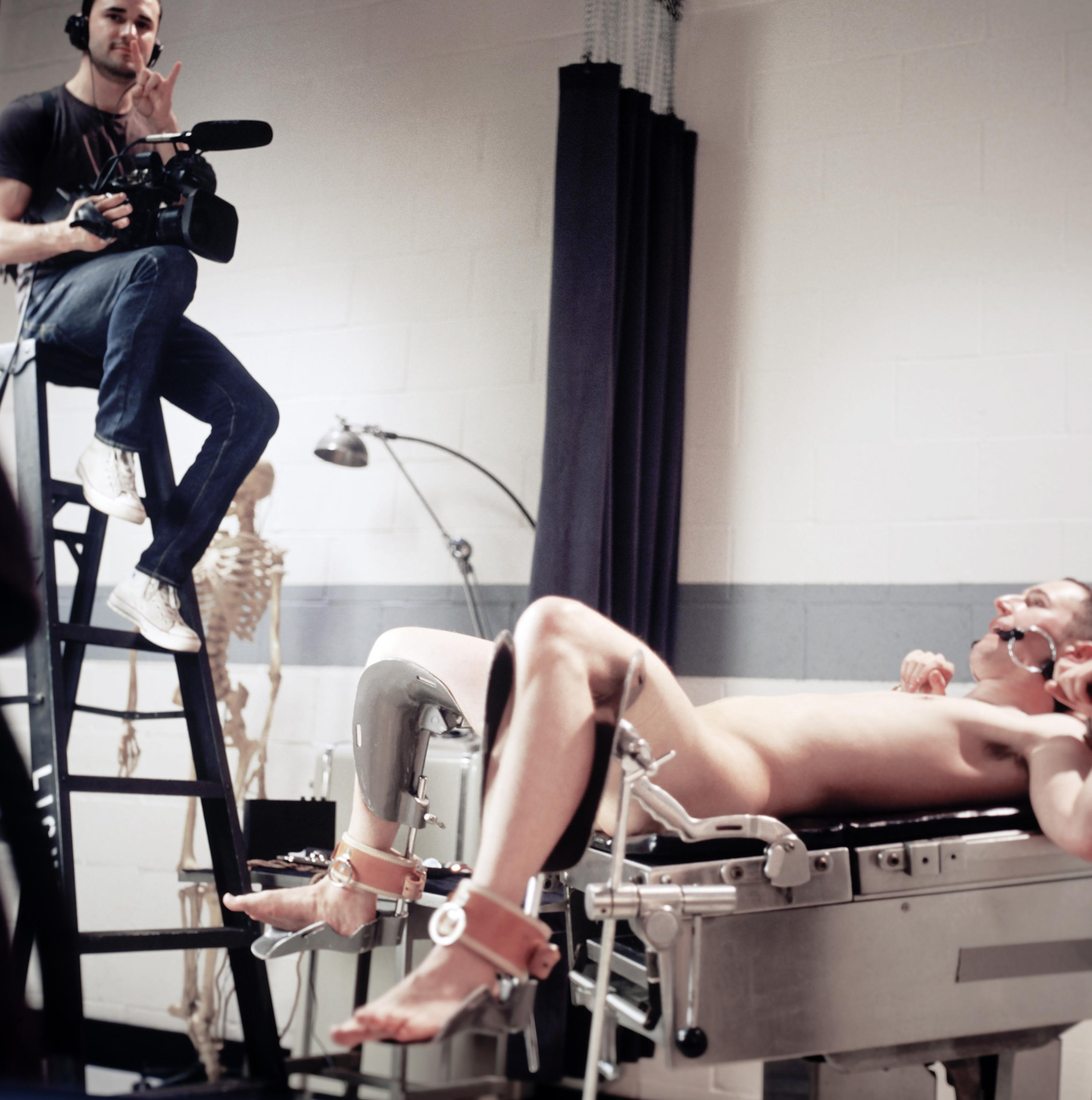
Gestellte Untersuchungsszene

Der wesentliche Aspekt der Klinikerotik ist das Durchführen von Untersuchungen in überzeichneter, medizinisch unnötiger Form und das Anwenden von absichtlichen Berührungen erogener Zonen, die in tatsächlichen Untersuchungen vermieden werden, welche hier aber gezielt zum Einsatz kommen. Zu den Methoden gehören etwa das Auflegen des kalten Bruststücks eines Stethoskops, arterielle Kontraktion mit einem Blutdruckmessgerät oder Auslösen von Reflexen mit einem Perkussionshammer.

### Fixierungen

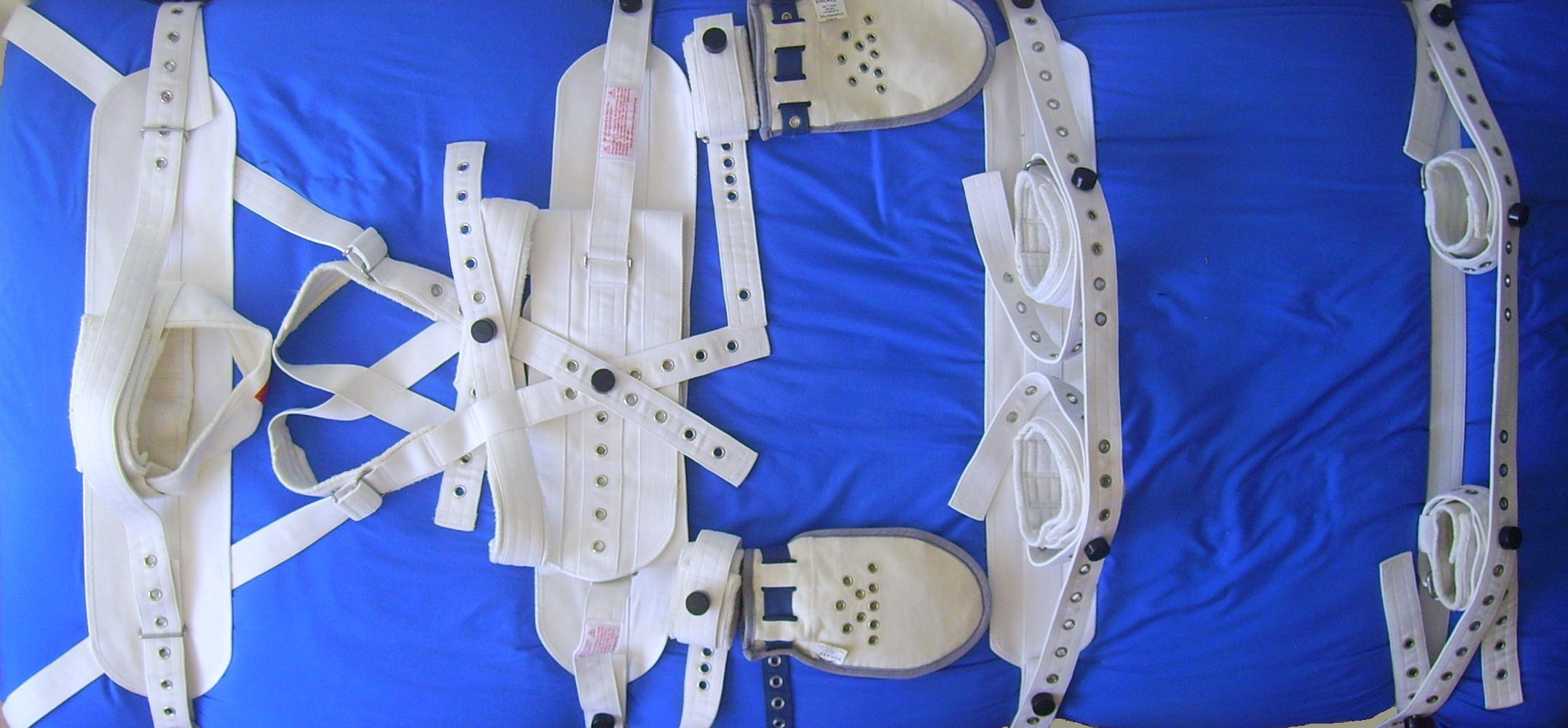
Fixierbett

Um den psychischen Reiz der Hilflosigkeit zu erzielen oder zu unterstreichen, werden Patienten in medizinisch unnötiger Weise fixiert. Gynäkologenstühle sind dazu mit geeigneten Utensilien ausgestattet. Auch werden aus der Psychiatrie bekannte professionelle Fixierungssysteme benutzt, um Probanden zu passivieren. Nicht selten werden Patienten durch das übermäßige Verwenden von Verbandmaterial oder gar ein Eingipsen in der Bewegungsfreiheit eingeschränkt.

### Einspritzungen
Auf- oder Unterspritzen der weiblichen oder männlichen Brust, der Brustwarzen, Labien, Klitorisvorhaut oder Penisvorhaut ist eine häufig erwähnte Praktik der Klinikerotik und erscheint auch vielfach in der erotisch-fiktiven sadomasochistischen Literatur. Wie häufig diese Praktiken tatsächlich angewandt werden, ist unklar. Die Auf- und Unterspritzungen bzw. die Infusion größerer Mengen Flüssigkeit, meist sterile Kochsalzlösung, ist aus hygienischer und physiologischer Sicht nicht ungefährlich.
Hauptartikel: Hodensackinfusion
Eine vieldiskutierte und risikoreiche Praktik in der Klinikerotik ist die Hodensackinfusion. Hierbei wird sterile Kochsalzlösung langsam in den Hodensack des Mannes infundiert. Dies führt zu einem geschwollenen, schwer hängenden Hodensack, was bei entsprechenden Vorlieben als erotisch empfunden wird. Diese Praktik zählt auch zum Bereich des Cock and Ball Torture.

### Harnröhrenstimulation
Hauptartikel: Harnröhrenstimulation
Die Reizung des Harnröhreneingangs und die Dehnung der Harnröhre wird von einigen Menschen als erregend empfunden, darüber hinaus kann auch die Kontrolle über die Blase über Katheter in einem Machtgefälle als lustvoll empfunden werden. Im weitesten Sinne gehört die Blasenspülung ebenfalls in diesen Bereich.
Eine weitere Spielart der Harnröhren- und Blasenstimulation ist auch die in den letzten Jahren entstandene Kathetererziehung, welche jedoch vom Ansatz her eher dem Bereich des BDSM zuzuordnen wäre.

### Dentalerotik
Dentalerotik bezeichnet das erotische Rollenspiel als Zahnarzt und Patient, hierbei werden Geräte aus der Zahnmedizin eingesetzt, beispielsweise Kieferspreizer und Spiegel, aber auch Betäubungsspritzen, um das Gefühl der Wehrlosigkeit zu verstärken.

## Abgrenzung zu BIID
Hauptartikel: Body Integrity Identity Disorder (BIID)
Neben dem rollenspielerischen Umgang mit medizinischen Geräten und Szenarien kann im Rahmen einer BIID, einer vom tatsächlichen körperlichen Zustand abweichenden Körper- oder Sinneswahrnehmung, der Umgang mit klinischen Geräten, Rollstühlen, Prothesen etc. gewünscht werden. Die Menschen mit dieser Störung werden als Wannabes oder Pretender bezeichnet und im Allgemeinen nicht zu den Klinikerotikern gerechnet, auch wenn leichtere Formen deutliche Parallelen zum Rollenspiel zeigen.